# Condado de Jackson (Texas)
El condado de Jackson es uno de los 254 condados del estado estadounidense de Texas. La sede del condado se encuentra en Edna, que es también su mayor ciudad. El condado tiene un área de 2.220 km² (de los cuales 71 están cubiertos de agua) y una población de 14.391 habitantes, lo que representa una densidad de 7 hab/km² (censo de 2000). El condado fue fundado em 1836.

## Condados adyacentes
- Condado de Colorado  (norte)
- Condado de Wharton  (noreste)
- Condado de Matagorda  (sureste)
- Condado de Calhoun  (sur)
- Condado de Victoria  (suroeste)
- Condado de Lavaca  (noroeste)